# Nightbeast
Nightbeast is een Amerikaanse sciencefiction-horrorfilm uit 1982, geregisseerd door Don Dohler. De film vertelt het verhaal van een buitenaards wezen dat neerstort in een klein stadje en een dodelijke jacht begint op de inwoners. De film staat bekend om zijn lage budget en het vroege werk van de toen 16-jarige J.J. Abrams, die meewerkte aan de filmmuziek.

## Verhaal
Een klein buitenaards ruimteschip wordt getroffen door een asteroïde en crasht in het stadje Perry Hall, Maryland. De piloot, een gewelddadig wezen met een desintegratiewapen, begint onmiddellijk met het aanvallen en doden van de lokale bevolking. Sheriff Cinder en zijn team proberen het wezen te stoppen, maar hun wapens blijken ineffectief. Met hulp van enkele bewoners, waaronder Jamie Lambert, proberen ze het wezen te ontwapenen en de stad te evacueren. Ondertussen weigert burgemeester Bert Wicker zijn feest voor gouverneur Embry af te gelasten, ondanks het gevaar. Een subplot volgt de gewelddadige Drago, die zijn vriendin vermoordt. Uiteindelijk slagen Cinder en zijn team erin het wezen te elektrocuteren met behulp van een geïmproviseerde val, waarmee ze de dreiging beëindigen.

## Rolverdeling
| Acteur         | Personage                |
| -------------- | ------------------------ |
| Tom Griffith   | Sheriff Jack Cinder      |
| Jamie Zemarel  | Jamie Lambert            |
| Karin Kardian  | Lisa Kent                |
| George Stover  | Steven Price             |
| Don Leifert    | Drago                    |
| Anne Frith     | Ruth Sherman             |
| Eleanor Herman | Mary Jane                |
| Richard Dyszel | Burgemeester Bert Wicker |
| Greg Dohler    | Greg                     |
| Kim Pfeiffer   | Kim                      |
| Monica Neff    | Suzie                    |
| Glenn Barnes   | Glenn                    |
| Richard Ruxton | Gouverneur Embry         |
| Bumb Roberts   | Bill Perkins             |
| Don Dohler     | Jimmy Perkins            |

## Productie
De film werd opgenomen in Baltimore, Maryland, met een budget van ongeveer $14.000. Don Dohler was verantwoordelijk voor regie, scenario, montage en productie. De special effects werden verzorgd door Ernest D. Farino, en het buitenaardse wezen werd ontworpen door John Dods. De toen 16-jarige J.J. Abrams componeerde samen met Robert J. Walsh de filmmuziek. De opnames vonden plaats in de zomer van 1981, en de film werd in november 1982 uitgebracht.

## Uitgave
Nightbeast werd oorspronkelijk uitgebracht op VHS en later op DVD door Troma Entertainment. In 2009 werd de film opnieuw uitgebracht, samen met de documentaire Blood, Boobs & Beast, die het leven en werk van Don Dohler belicht. In 2019 bracht Vinegar Syndrome een gerestaureerde Blu-ray-versie uit, met extra's zoals interviews, bloopers en een audiocommentaar.

## Ontvangst
De film kreeg gemengde recensies. TV Guide gaf de film één ster en bekritiseerde het acteerwerk, maar prees de special effects. Bill Gibron van DVD Talk gaf 2,5 van de 5 sterren. Mark L. Miller van Ain't It Cool News omschreef de film als "drive-in, bierdrinkende, publiek-uitjouwende pret". De film heeft een cultstatus verworven en werd besproken in programma's zoals Best of the Worst van Red Letter Media en Theater Mode van Rooster Teeth.